# Naomi Maike Schwarz
Maike Naomi Schwarz (geborene Schnittger; * 6. April 1994 in Yokohama, Japan) ist eine deutsche Schwimmerin. Sie gehört der deutschen paralympischen Nationalmannschaft an. Bis 2013 trainierte sie in der 1. Mannschaft der TG Ennigloh, bevor sie an den Olympiastützpunkt Brandenburg wechselte, wo sie gemeinsam von ihrem ehemaligen Heimtrainer Rainer Schnittger und dem Stützpunkttrainer Christian Prochnow betreut wurde. Seit 2017 trainiert sie gemeinsam mit nichtbehinderten Kaderathleten in der olympischen Trainingsgruppe von Jörg Hoffmann. Im Alter von 15 Jahren startete sie mit der Teilnahme an der EM 2009 erstmals bei internationalen Meisterschaften und nahm u. a. 2012 an den Paralympics in London, 2016 an den Paralympics in Rio de Janeiro und 2024 an den Paralympics in Paris teil.

## Leben
Geboren wurde die Deutsche im Jahr 1994 im japanischen Yokohama. Dort unterrichteten ihre Eltern an der Deutschen Schule Tokyo Yokohama. Im Jahr 1996 zog die Familie zurück nach Deutschland. Schnittger ist seit dem 9. Lebensjahr im Schwimmsport aktiv. Ihre Eltern Marion und Rainer waren aktive Schwimmer bzw. Wasserballer. Bis zum Jahr 2006 war sie Kaderschwimmerin des Schwimmverbandes Nordrhein-Westfalen. Seit dem Jahr 2007 nimmt sie parallel zu Starts im Deutschen Schwimm-Verband (DSV) an Schwimmwettkämpfen des DBS (Deutscher Behindertensportverband) für den SC Potsdam teil. Seit Sommer 2013 trainiert sie am Olympiastützpunkt Potsdam und ist seit dem Wintersemester 2013/14 neben dem Training Studentin der Psychologie an der Universität Potsdam.
In der Vorbereitung auf die Paralympischen Spiele 2021 in Tokyo erkrankte sie an einer Depression. Sie fand jedoch in den Leistungssport zurück und konnte sich für die Paralympischen Spiele 2024 in Paris qualifizieren, wo sie über 100 m Freistil und 100 m Rücken das Finale erreichte.
Seit 2020 ist sie mit dem ehemaligen Kaderschwimmer des Deutschen Schwimmverbandes Carl Louis Schwarz verheiratet.

## Startklasse
Im paralympischen Schwimmsport wird in Startklassen geschwommen. Schwarz ist der Startklasse S12 (Sportler mit einer Sehkraft von maximal 3 Prozent) zugeordnet. Ursache für ihre reduzierte Sehfähigkeit ist eine Zapfen-Stäbchen-Dystrophie seit November 2004, durch die sich ihre Sehkraft innerhalb weniger Wochen auf 9,5 Prozent reduzierte. Derzeit (Stand 2025) kann sie nur noch ca. 1 Prozent sehen.

## Rekorde

### Kurzbahnrekorde
| Datum      | Veranstaltung                   | Strecke             | Zeit    | Rekord           | Quelle |
| ---------- | ------------------------------- | ------------------- | ------- | ---------------- | ------ |
| Febr. 2019 | Deutsche Meisterschaften, Essen | 100 m Freistil      | 0:59,50 | Deutscher Rekord | [ 6 ]  |
| Febr. 2019 | Deutsche Meisterschaften, Essen | 50 m Freistil       | 0:27,26 | Deutscher Rekord | [ 6 ]  |
| Febr. 2019 | Deutsche Meisterschaften, Essen | 100 m Schmetterling | 1:07,76 | Deutscher Rekord | [ 6 ]  |
| Febr. 2018 | Deutsche Meisterschaften, Essen | 200 m Freistil      | 2:08,53 | Deutscher Rekord | [ 6 ]  |
| Sept. 2011 | BSNW-Kurzbahn-Cup, Remscheid    | 800 m Freistil      | 9:57,57 | Weltrekord       | [ 6 ]  |

### Langbahnrekorde
| Datum         | Veranstaltung                       | Strecke             | Zeit    | Rekord           | Quelle |
| ------------- | ----------------------------------- | ------------------- | ------- | ---------------- | ------ |
| April 2017    | World Series, Eindhoven/Niederlande | 200 m Freistil      | 2:11,10 | Deutscher Rekord | [ 6 ]  |
| Juni 2018     | World Series, Sheffield/GB          | 400 m Freisti       | 4:41,01 | Deutscher Rekord | [ 6 ]  |
| Juni 2018     | World Series, Sheffield/GB          | 100 m Freistil      | 1:00,29 | Deutscher Rekord | [ 6 ]  |
| Juni 2018     | World Series, Sheffield/GB          | 100 m Schmetterling | 1:07,94 | Deutscher Rekord | [ 6 ]  |
| Dezember 2023 | Swiss Open                          | 50 m Rücken         | 0:35,59 | Deutscher Rekord | [ 6 ]  |
| August 2024   | Paralympics Paris 2024              | 100 m Rücken        | 1:15,03 | Deutscher Rekord | [ 6 ]  |

### Weitere Rekorde
Bei den Weltmeisterschaften 2015 in Glasgow (13.–19. Juli 2015) schwamm Schnittger über 400 Meter Freistil in 4:42,05 min einen neuen Championship-Record.

## Auszeichnungen
- 2008 bis 2012: jeweils Sportlerin des Jahres der Stadt Bünde[8]
- 2010: Auszeichnung als erfolgreichste Nachwuchssportlerin, 17. – 20. Juni 2010, Int. Deutsche Meisterschaften, Berlin[6]
- 2014: Sonderpreis des Stadtsportbundes Bünde[8]
- 2016: Verleihung des Silbernen Lorbeerblattes[9] durch Bundespräsident Joachim Gauck
- 2024: Team D Award in der Kategorie „Paralympics“